# D’wayne Wiggins
D’wayne Wiggins (ur. 14 lutego 1961 w Oakland, zm. 7 marca 2025 tamże) – amerykański wokalista, gitarzysta, założyciel i członek zespołu Tony! Toni! Toné!, producent muzyczny.

## Wczesne życie
Wiggins urodził się w Oakland w Kalifornii; konkretnie w dzielnicy Lower Bottoms w West Oakland. Wychował się w East Oakland, gdzie uczęszczał do Castlemont High School.

## Kariera
Wiggins założył Grass Roots Entertainment w swoim studiu nagraniowym w West Oakland, „House of Music”. Również w 1995 roku D’Wayne Wiggins opracował i podpisał kontrakt Destiny’s Child z Grass Roots Entertainment. Grupa stała się bardzo znaną i najlepiej sprzedającym się girlsbandem wszech czasów. Współpracował z grupą przy trzech albumach, które łącznie sprzedały się w ponad 15 milionach egzemplarzy. Współpracował również z artystką Keyshią Cole od 1999 do 2001 roku. Współpracował również z Laurneá z Arrested Development przy jej wydaniu Laurnea II i współpracował z Jody Watley. Jego studio nagraniowe House of Music było patronem karier takich artystów jak Alicia Keys, Beyoncé, India.Arie, Keyshia Cole, Jamie Foxx, Eddie Money i producenta Scotta Storcha.
Wiggins wydał swój pierwszy solowy projekt z Motown Records, Eyes Never Lie, w 2000 roku, w którym współpracował z Dariusem Ruckerem z Hootie and the Blowfish, Jamie Foxx i Carlosem Santaną. Album ten przyczynił się do powstania gatunku neo soul.
Wiggins współpracował również z pionierami ruchu „Hyphy” Oakland przy takich projektach jak: How Does It Feel i Hoochie Too Short; Blades Messy Marv; i album Pick A Bigger Weapon The Coup wydany w 2006 roku. Jego umiejętności gry na gitarze i wokal można znaleźć w Splash Waterfalls Remix Ludacrisa. Założył również grupę Kenya Gruv, wykonując Top Of The World w ścieżce dźwiękowej filmu Zagrożenie dla społeczeństwa (ang. Menace II Society).
W 2003 roku Wiggins wszedł do studia, aby pracować z Alicią Keys. Tytułowy singiel Diary znalazł się w pierwszej dziesiątce na listach przebojów Billboard, a album uzyskał status platynowej płyty i zdobył cztery nagrody Grammy w 2005 roku. D'Wayne Wiggins był współproducentem innego utworu na albumie i grał na sitarze If I Was Your Woman, co przyniosło mu nagrodę Grammy za produkcję.

## Tony! Toni! Toné!
Wiggins był członkiem założycielem zespołu Tony! Toni! Toné!. Grupa ma 14 singli R&B, które znalazły się na listach przebojów Billboard, w tym pięć hitów zdobyło numer jeden, trzy single w znalazły się w pierwszej dziesiątce listy przebojów. Poza tym grupa zdobyła jeden złoty album, dwa platynowe albumy i jeden podwójnie platynowy album. Sprzedali ponad sześć milionów albumów podczas swojej wspólnej kariery. W 2006 roku Tony! Toni! Toné! znalazł się w składzie trasy New Jack Reunion Tour. Grupa koncertowała na całym świecie od 1998 roku i nadal koncertuje.

## Choroba i śmierć
Aż do swojej śmierci Wiggins kontynuował trasę koncertową jako lider zespołu Tony! Toni! Toné!. W 2023 roku Wiggins ponownie spotkał się z innymi członkami Raphaelem Saadiqiem i Timothym Christianem Rileyem na trasie Just Me and You.
5 marca 2025 roku grupa Tony! Toni! Toné! ujawniła na Instagramie, że Wiggins ma powikłania medyczne i że „pracują nad nimi dzień po dniu”. Zmarł na raka pęcherza moczowego w swoim domu w Oakland dwa dni później, 7 marca, w wieku 64 lat.